# Aripuanã-Seidenäffchen
Das Aripuanã-Seidenäffchen (Mico intermedius, Synonym: Callithrix intermedia) ist eine Primatenart aus der Familie der Krallenaffen.

## Merkmale
Aripuanã-Seidenäffchen sind wie alle Seidenäffchen relativ kleine Primaten. Sie erreichen eine Kopf-Rumpf-Länge von 20 bis 24 cm, haben einen 32 bis 40 cm langen Schwanz und erreichen ein Gewicht von ca. 280 (Männchen) bis 310 Gramm (Weibchen). Ihr Fell ist am vorderen Teil des Rumpfes weiß gefärbt und wird nach hinten hin dunkelbraun. Auch die Hinterbeine und der Schwanz sind rotbraun, an den Oberschenkeln befindet sich ein gelber Streifen. Der Kopf ist ebenfalls weiß, das Gesicht ist unbehaart und fleischfarben oder grau gefärbt. An den Ohren befinden sich kleine Ohrbüschel. Wie bei allen Krallenaffen befinden sich an den Fingern und Zehen (mit Ausnahme der Großzehe) Krallen statt Nägeln.

## Verbreitung und Lebensraum

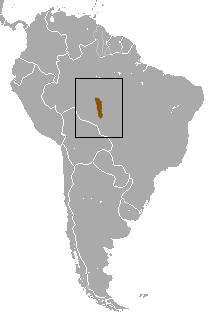
Das Verbreitungsgebiet des Aripuanã-Seidenäffchens im südlichen Amazonasbecken

Aripuanã-Seidenäffchen in einem kleinen Teil des Amazonasbeckens in Brasilien. Ihr Verbreitungsgebiet erstreckt sich zwischen den Flüssen Rio Aripuanã und Rio Roosevelt in den Bundesstaaten Amazonas und Mato Grosso und ist deckungsgleich mit dem des Feuerschwänzigen Springaffen (Plecturocebus miltoni). Ihr Lebensraum sind Primär- und Sekundärwälder und Waldrandgebiete mit dichtem Unterholz und deutlich ausgeprägten Regen- (Dezember bis März) und Trockenzeiten (Mai bis Oktober). In flussbegleitenden, regelmäßig überschwemmten Wäldern und Wäldern mit hohen Bäumen und wenig Unterholz sind sie selten. Dort lebt normalerweise nur eine Gruppe auf einer Fläche von 2 km², während in Wäldern mit dichtem Unterholz 3,1 bis 4,7 Gruppen auf einen km² vorkommen.

## Lebensweise
Diese Primaten sind tagaktiv und schlafen nachts im Pflanzendickicht oder in Baumhöhlen. Sie halten sich vorwiegend auf den Bäumen auf, wo sie sich vierbeinig oder springend fortbewegen, kommen zur Nahrungssuche aber manchmal auf den Boden. Aripuanã-Seidenäffchen leben in Gruppen von 8 bis 15 Tieren. Die Gruppen sind um ein ausgewachsenen Paar organisiert, halten sich mehrere Weibchen darin auf, in der Regel sind es 1 bis 5 erwachsene Weibchen und 1 bis 4 ausgewachsene Männchen, pflanzt sich nur das dominante Weibchen fort. Aripuanã-Seidenäffchen beginnen ihre Aktivitäten etwa eine halbe Stunde nach Sonnenaufgang und suchen ihre Ruheplätze ca. um 16:00 Uhr, manchmal vor allem wenn es regnet auch früher auf. Im  Durchschnitt verbringen die Tiere 38 % ihrer Aktivitätszeit mit der Fortbewegung, 30 % mit der Suche nach tierischer und 18 % mit der Suche nach pflanzlicher Nahrung und 14 % mit Ruhen, sozialer Körperpflege oder anderen sozialen Aktivitäten. Wie bei allen Krallenaffen kommen meist zweieiige Zwillinge zur Welt. Die Weibchen gebären in der Regel zweimal im Jahr. Der Abstand zwischen den Geburten liegt bei 148 bis 162 Tagen, so dass es auch drei Geburten in einem Jahr geben kann. Der Vater und die anderen Gruppenmitglieder beteiligen sich intensiv an der Jungenaufzucht, sie tragen die Jungen und übergeben sie der Mutter nur zum Säugen.

## Ernährung

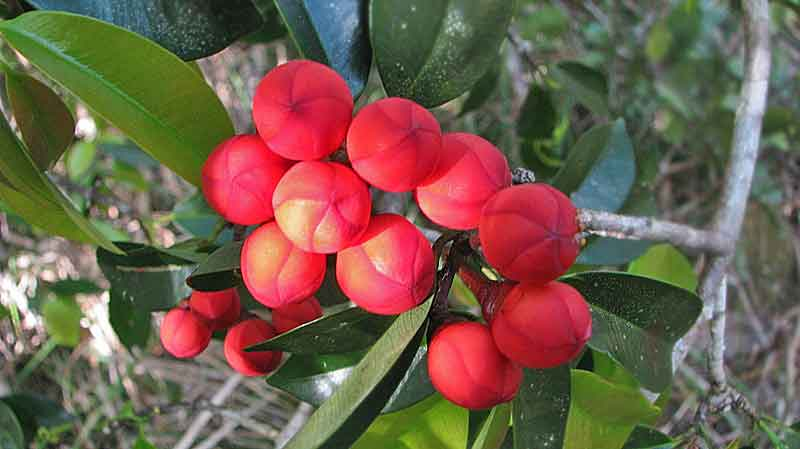
Noch geschlossene Blüten von Symphonia globulifera, eine wichtige Nahrungsquelle in der Trockenzeit

Aripuanã-Seidenäffchen ernähren sich von Früchten, wobei kleine süße Früchte bevorzugt werden, von Nektar, Pflanzensäften und kleinen Tieren. Eine Gruppe der Äffchen, die über einen Zeitraum von 12 Monaten beobachtet wurde, fraß Früchte von 52 verschiedenen Pflanzenarten aus 24 Familien. Darunter sind Maulbeergewächse (Feigen, Früchte von Naucleopsis, Pseudolmedia und Sorocea), Brennnesselgewächse (Ameisenbäume und Pourouma), Balsambaumgewächse (Protium und Tetragastris), sowie der Hülsenfrüchtler Inga. Die Früchte der Ameisenbäume und von Inga und Pourouma sind fast das ganze Jahr oder viele Monate im Jahr verfügbar und stellen eine Art Grundnahrungsmittel dar. Ameisenbaumfrüchte sind auch in der Trockenzeit zu finden, wenn die Früchte der anderen Bäume selten oder nicht mehr vorhanden sind. Je nach Jahreszeit haben Früchte einen Anteil von 32 bis 94 % an der pflanzlichen Ernährung der Tiere. Der Anteil von Blüten und Nektar liegt bei 4,5 bis 18 %. Besonders die Blüten und der Nektar von Symphonia globulifera sind in der Trockenzeit wichtig, wenn es nur wenige Früchte gibt. Baumsäfte haben einen Anteil von 6 bis 59 % an der pflanzlichen Ernährung der Aripuanã-Seidenäffchen. Dazu nutzte die oben erwähnte Affengruppe 34 Pflanzenarten aus 12 Familien. 14 davon sind Leguminosen (z. B. Akazien, Diplotropis, Enterolobium, Hymenolobium, Inga, Parkia), andere kommen aus der Familie der Sumachgewächse (Anacardium, Spondias und Tapirira) oder der Mahagonigewächse (Trichilia guianensis).

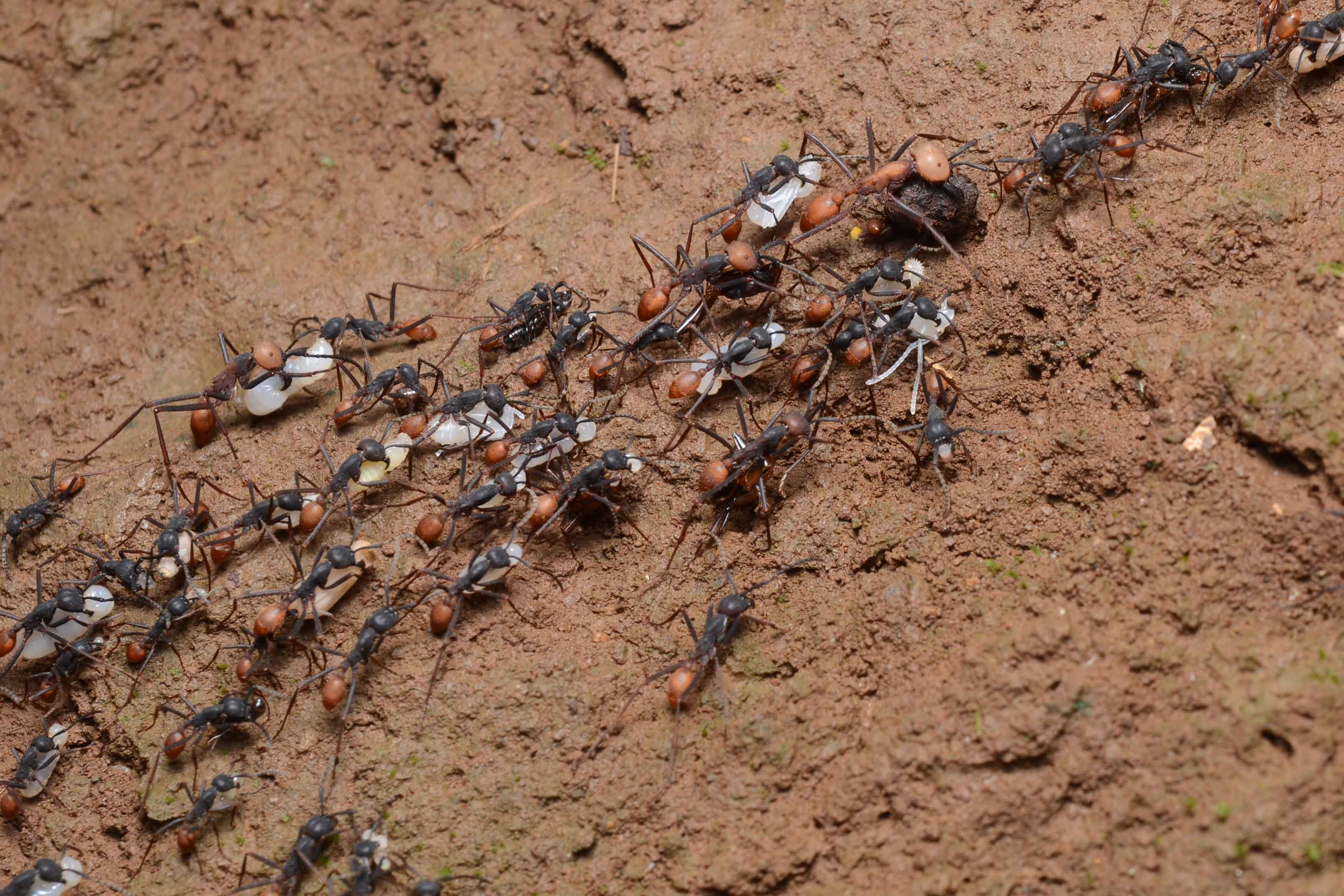
Raubzug von Eciton burchelli

Abhängig von der Jahreszeit verbringen Aripuanã-Seidenäffchen ein Viertel bis ein Drittel ihrer aktiven Zeit damit tierische Nahrung zu suchen. Dazu gehören Frösche, kleine Echsen, Spinnen und zahlreiche Insekten, z. B. Heuschrecken vor allem Feldheuschrecken und Laubheuschrecken, Grillen, Fangschrecken, Gespenstschrecken, Schmetterlinge, Käfer, Zikaden und andere Schnabelkerfe, Schaben und Termiten. Gelegentlich kommen sie auch auf den Erdboden um in der Laubschicht nach Nahrung zu suchen. Stoßen sie dabei auf Züge der Wanderameise Eciton burchelli so bewegen sie sich zum Kopf des Zuges um die Insekten zu stören und einzelne, die Kolonne verlassende Exemplare herauszupicken.

## Gefährdung
Teile des Verbreitungsgebietes dieser Art sind von massiven Waldrodungen betroffen. Aufgrund ihrer Fähigkeit, auch in teilweise gerodeten Wäldern leben zu können, listet die IUCN das Aripuanã-Seidenäffchen aber als „nicht gefährdet“ (least concern). Durch die Transoceánica ist das Verbreitungsgebiet des Aripuanã-Seidenäffchens in zwei Teile getrennt worden. Im Verbreitungsgebiet gibt es kein Schutzgebiet.

## Belege
1. 1 2 3 4 5 6  A. B. Rylands & R. A. Mittermeier: Family Callitrichidae (Marmosets and Tamarins). in Russell A. Mittermeier, Anthony B. Rylands & Don E. Wilson: Handbook of the Mammals of the World: Primates: 3. (2013) ISBN 978-8496553897. Seite 310 u. 311.
2. ↑  IUCN-Eintrag